# رولاند سايتس
رولاند سايتس (بالألمانية: Roland Seitz)‏ هو مدرب كرة قدم ولاعب كرة قدم ألماني في مركز الهجوم، ولد في 1 أكتوبر 1964 في نويماركت إن در أوبرفالتس في ألمانيا. لعب مع نادي آوغسبورغ ونادي أونترهاخينغ ونادي دويسبورغ ونادي هامبورغ 08 ويان ريغينسبورغ.

## وصلات خارجية
- رولاند سايتس على موقع قاعدة بيانات كرة القدم.إي يو (الإنجليزية)
- رولاند سايتس على موقع بيانات كرة القدم. دي إي (الألمانية)
- رولاند سايتس على موقع Soccerway.com (الإنجليزية)
- رولاند سايتس على موقع عالم كرة القدم.نت (الإنجليزية)